# Péter Márki-Zay
Péter Márki-Zay (Hódmezővásárhely, 9 maggio 1972) è un politico, economista, ingegnere e storico ungherese.
Il 25 Febbraio 2018 ha vinto l'elezione speciale nel comune di Hódmezővásárhely le quali si sono svolte dopo il decesso improvviso del precedente sindaco. Nel 2019 con l'avvento delle elezioni ordinarie ha annunciato la sua candidatura, le votazioni si sono tenute il 13 ottobre e ha mantenuto la carica, superando con 15 punti percentuali di vantaggio il candidato del partito Fidesz . È co-fondatore del movimento Un'Ungheria per tutti (Mindenki Magyarországa Mozgalom; MMM). Nel 2021 è stato eletto candidato ufficiale della coalizione multipartitica Uniti per l'Ungheria, ed è stato sconfitto da Viktor Orbán alle elezioni parlamentari del 2022.
Definito "l'anti-Orbán" dalla stampa internazionale, Márki-Zay si definisce cattolico ed è descritto come conservatore.